# Manuel Dantas Correia de Góis
Manuel Dantas Correia De Góis (1827 - 1910) foi um político paraibano. Presidiu a Assembleia Legislativa da Paraíba em 1883 e de 1900 a 1904.